# Quercus colombiana
Quercus colombiana är en bokväxtart som beskrevs av José Cuatrecasas. Quercus colombiana ingår i släktet ekar, och familjen bokväxter.
Artens utbredningsområde är Colombia. Inga underarter finns listade.